# Tamaricella bahteganica
Tamaricella bahteganica är en insektsart som beskrevs av Dlabola 1981. Tamaricella bahteganica ingår i släktet Tamaricella och familjen dvärgstritar. Inga underarter finns listade i Catalogue of Life.